# Zintuiglijke indrukken
Zintuiglijke indrukken, zintuiglijke waarneming of zintuiglijke prikkels zijn het directe beeld, de ervaring of informatie, die de mens verkrijgt via zijn zintuigen. Zintuiglijke waarneming is al enige eeuwen een belangrijk concept in de filosofie van de geest, de epistemologie en de wetenschapsfilosofie. 

## Algemeen
De term "zintuiglijke indrukken" is een vertaling van het Engelse begrip sense data. Dit is de aanduiding voor de mentale representatie, die in de zintuigelijke waarneming wordt verondersteld. Naast het begrip "sense data" is dit object van de waarneming ook aangeduid met "impressies" door Hume, met "ideeën" door Berkeley, met "sensibilia" door Austin, met "qualia" door C.I. Lewis en nog met andere namen.
Vele filosofen hebben gesteld, dat de meest onmiddellijke objecten in de waarneming, de mentale objecten in de geest zijn. In de menselijke geest onderscheidt men twee items: de mentale objecten, die dingen buiten de geest representeren, en hetgeen het zelfbewustzijn opwekt; door René Descartes en Immanuel Kant een fenomeen van de innerlijke zintuigen genoemd, of door Husserl de waarnemingsact genoemd.
In de 17de eeuw stelde David Hume, dat de mens twee verschillende soorten voorstellingen kent: indrukken en ideeën. Indrukken definieert hij als de voorstellingen die zich levendig voordoen en zich met grotere kracht aan de geest opdringen - hieronder plaatst Hume de sensaties, passies en gevoelens, in hun "eerste verschijning aan de ziel". Ideeën, anderzijds, zijn de eerder vage beelden, alles behalve wat de zintuigen waarnemen en wat men bij dit waarnemen voelt.
In de 20ste eeuw nam Rudolf Carnap als empirist aan dat kennis uiteindelijk aan de zintuiglijke waarneming is ontleend. Aanvankelijk postuleerde Carnap absolute zekerheid aangaande zintuiglijke waarneming, en beantwoordde de vraag naar absolute zekerheid met: "zeker is die kennis, die op methodisch correcte wijze is ontleend aan een volkomen zeker empirisch uitgangspunt". Om twijfels omtrent het empirisch uitgangspunt uit te bannen was het voor Carnap niet genoeg een uitspraak over zintuiglijke waarneming als zodanig geldig te verklaren; bijvoorbeeld: "ik zie een glas melk" is reden tot twijfel, echter: "ik heb een zintuiglijke indruk van iets wits", laat geen twijfel toe. Onmiddellijke zintuiglijke indrukken zijn geschikt om als uitgangspunt te dienen.